# Самнер (тауншип, Миннесота)
Самнер (англ. Sumner) — тауншип в округе Филмор, Миннесота, США. На 2000 год его население составило 436 человек.

## География
По данным Бюро переписи населения США площадь тауншипа составляет 97,2 км², из которых 97,2 км² занимает суша, водоёмов нет.

## Демография
По данным переписи населения 2000 года здесь находились 436 человек, 156 домохозяйств и 124 семьи. На территории тауншипа расположено 160 построек со средней плотностью 1,6 построек на один квадратный километр. Расовый состав населения: 98,17 % белых и 1,83 % приходится на две или более других рас.
Из 156 домохозяйств в 36,5 % воспитывались дети до 18 лет, в 69,9 % проживали супружеские пары, в 5,8 % проживали незамужние женщины и в 19,9 % домохозяйств проживали несемейные люди. 14,7 % домохозяйств состояли из одного человека, при том 5,8 % из — одиноких пожилых людей старше 65 лет. Средний размер домохозяйства — 2,79, а семьи — 3,14 человека.
28,0 % населения — младше 18 лет, 6,4 % — в возрасте от 18 до 24 лет, 28,7 % — от 25 до 44, 23,9 % — от 45 до 64, и 13,1 % — старше 65 лет. Средний возраст — 37 лет. На каждые 100 женщин приходилось 99,1 мужчин. На каждые 100 женщин старше 18 приходилось 116,6 мужчин.
Средний годовой доход домохозяйства составлял 44 583 доллара и средний доход семьи был 50 000 долларов. Средний доход мужчин —  31 250  долларов, в то время как у женщин — 24 375. Доход на душу населения составил 19 549 долларов. За чертой бедности находились 3,9 % семей и 5,2 % всего населения тауншипа, из которых 2,1 % младше 18 и 12,7 % старше 65 лет.